# Europees kampioenschap hockey vrouwen 1987
Het Europees kampioenschap hockey vrouwen 1987 had plaats van 3 september tot en met 13 september 1987 op het Picketts Lock Centre in Londen, Engeland. Het was de tweede editie van dit internationale sportevenement, dat onder auspiciën stond van de Europese hockeyfederatie (EHF).

## Uitslagen voorronde

### Groep A
| Team        | G | W | GL | V | P  | DV | DT |
| ----------- | - | - | -- | - | -- | -- | -- |
| Nederland   | 5 | 5 | 0  | 0 | 10 | 29 | 2  |
| Sovjet-Unie | 5 | 4 | 0  | 1 | 8  | 23 | 6  |
| Schotland   | 5 | 3 | 0  | 2 | 6  | 11 | 10 |
| Wales       | 5 | 1 | 0  | 4 | 2  | 3  | 12 |
| Frankrijk   | 5 | 1 | 0  | 4 | 2  | 4  | 16 |
| België      | 5 | 1 | 0  | 4 | 2  | 2  | 26 |

| Schotland   | België      | 5 - 0 |
| Sovjet-Unie | Wales       | 3 - 0 |
| Nederland   | Frankrijk   | 5 - 0 |
| Wales       | Frankrijk   | 3 - 0 |
| Schotland   | Sovjet-Unie | 1 - 4 |
| Nederland   | België      | 9 - 1 |
| Sovjet-Unie | Frankrijk   | 6 - 0 |
| Nederland   | Schotland   | 5 - 0 |
| België      | Wales       | 1 - 0 |
| België      | Frankrijk   | 0 - 3 |
| Nederland   | Sovjet-Unie | 5 - 1 |
| Schotland   | Wales       | 3 - 0 |
| Sovjet-Unie | België      | 9 - 0 |
| Nederland   | Wales       | 5 - 0 |
| Schotland   | Frankrijk   | 2 - 1 |

### Groep B
| Team           | G | W | GL | V | P | DV | DT |
| -------------- | - | - | -- | - | - | -- | -- |
| Engeland       | 5 | 4 | 1  | 0 | 9 | 23 | 3  |
| West-Duitsland | 5 | 3 | 1  | 1 | 7 | 16 | 3  |
| Spanje         | 5 | 3 | 0  | 2 | 6 | 16 | 8  |
| Ierland        | 5 | 3 | 0  | 2 | 6 | 11 | 5  |
| Italië         | 5 | 1 | 0  | 4 | 2 | 3  | 30 |
| Oostenrijk     | 5 | 0 | 0  | 5 | 2 | 2  | 22 |

| Engeland       | Oostenrijk     | 5 - 1 |
| Ierland        | Spanje         | 2 - 0 |
| West-Duitsland | Italië         | 8 - 0 |
| Ierland        | Italië         | 7 - 0 |
| Spanje         | Oostenrijk     | 6 - 0 |
| Engeland       | West-Duitsland | 1 - 1 |
| West-Duitsland | Spanje         | 0 - 2 |
| Engeland       | Italië         | 8 - 0 |
| Ierland        | Oostenrijk     | 2 - 1 |
| Engeland       | Spanje         | 6 - 1 |
| West-Duitsland | Ierland        | 1 - 0 |
| Oostenrijk     | Italië         | 0 - 3 |
| Engeland       | Ierland        | 3 - 0 |
| West-Duitsland | Oostenrijk     | 6 - 0 |
| Spanje         | Italië         | 7 - 0 |

## Uitslagen eindfase
| Om plaats 9 t/m 12 | Om plaats 9 t/m 12 | Om plaats 9 t/m 12 |
| ------------------ | ------------------ | ------------------ |
| België             | Italië             | 2 - 1              |
| Frankrijk          | Oostenrijk         | 3 - 1              |
| Om plaats 5 t/m 8  |                    |                    |
| Schotland          | Ierland            | 2 - 1              |
| Wales              | Spanje             | 0 - 6              |
| Halve finale       |                    |                    |
| Nederland          | West-Duitsland     | 2 - 1              |
| Sovjet-Unie        | Engeland           | 1 - 2              |

## Finalewedstrijden
| Om plaats 11   | Om plaats 11 | Om plaats 11                              |
| -------------- | ------------ | ----------------------------------------- |
| Italië         | Oostenrijk   | 1 - 0                                     |
| Om plaats 9    |              |                                           |
| Frankrijk      | België       | 1 - 2                                     |
| Om plaats 7    |              |                                           |
| Ierland        | Wales        | 3 - 1                                     |
| Om plaats 5    |              |                                           |
| Schotland      | Spanje       | 1 - 2                                     |
| Om plaats 3    |              |                                           |
| West-Duitsland | Sovjet-Unie  | 1 - 2                                     |
| Finale         |              |                                           |
| Engeland       | Nederland    | 2 - 2 Nederland wint na strafballen (1-3) |

| Europees kampioen 1987 |
| ---------------------- |
|                        |
| Nederland Tweede titel |

## Eindrangschikking
| rang   | land           |
| ------ | -------------- |
| Goud   | Nederland      |
| Zilver | Engeland       |
| Brons  | West-Duitsland |
| 4      | Sovjet-Unie    |
| 5      | Spanje         |
| 6      | Schotland      |
| 7      | Ierland        |
| 8      | Wales          |
| 9      | België         |
| 10     | Frankrijk      |
| 11     | Italië         |
| 12     | Oostenrijk     |

## Topscorers
- In onderstaand overzicht zijn alleen de speelsters opgenomen met negen of meer treffers achter hun naam.

| № | Naam               | Land        | Goals | SC | SB |
| - | ------------------ | ----------- | ----- | -- | -- |
| 1 | Lisanne Lejeune    | Nederland   | 14    |    |    |
| 2 | Silvia Antem       | Spanje      | 12    |    |    |
|   | Natalia Krasnikova | Sovjet-Unie | 12    |    |    |
| 4 | Karen Brown        | Engeland    | 9     |    |    |
|   | Moira McLeod       | Schotland   | 9     |    |    |

## Selecties
| Nederland |
| --- |
| speelsters 1 Det de Beus (gk) · 2 Yvonne Buter (gk) · 3 Ingrid Jansen · 4 Laurien Willemse · 5 Marjolein Eijsvogel © · 6 Lisanne Lejeune · 7 Carina Benninga · 8 Marjolein de Leeuw · 9 Maryse Abendanon · 10 Ingrid Wolff · 11 Sophie von Weiler · 12 Aletta van Manen · 13 Noor Holsboer · 14 Helen van der Ben · 15 Annemieke Fokke · 16 Anneloes Nieuwenhuizen staf Bondscoach Gijs van Heumen · Manager Cora de Wilde · Fysiotherapeut Henk-Willem van der Kamp · Dokter Bob Klicks |

1984 · 1987 · 1991 · 1995 · 1999 · 2003 · 2005 · 2007 · 2009 · 2011 · 2013 · 2015 · 2017 · 2019 · 2021 · 2023